# Mikalaj Fidsirka
Mikalaj Andrejewitsch Fidsirka (belarussisch Мікалай Андрэевіч Фідзірка, englisch Nikolai Fidirko; * 15. Juni 1987 in Olmütz, Tschechoslowakei) ist ein ehemaliger belarussischer Tennisspieler.

## Karriere
Fidsirka spielte 2009 erstmals regelmäßig auf der drittklassigen ITF Future Tour und erreichte dabei im Einzel sein erstes Finale. Im Doppel konnte er von vier erreichten Finals zwei gewinnen. Das Jahr beendete er auf Platz 746 im Einzel und 555 im Doppel der Weltrangliste. Auch 2010 und 2011 gelangen ihm jeweils zwei Titel bei Futures im Doppel, wo er insgesamt auch erfolgreicher war. Sein Karrierehoch erreichte er im Oktober 2010 mit Rang 610 im Einzel und im August 2010 mit Rang 357 im Doppel. 2011 spielte er im Doppel neben Futures auch drei Turniere der höherdotierten ATP Challenger Tour. In Kasan gewann er sein einziges Match auf diesem Niveau. Sein einziges Turnier der Karriere auf der ATP World Tour bestritt der Belarusse 2012 in St. Petersburg, wo er sich durch die Qualifikation kämpfte und im Hauptfeld Teimuras Gabaschwili unterlag. 2014 spielte er sein letztes Turnier.